# Karol Moszczański

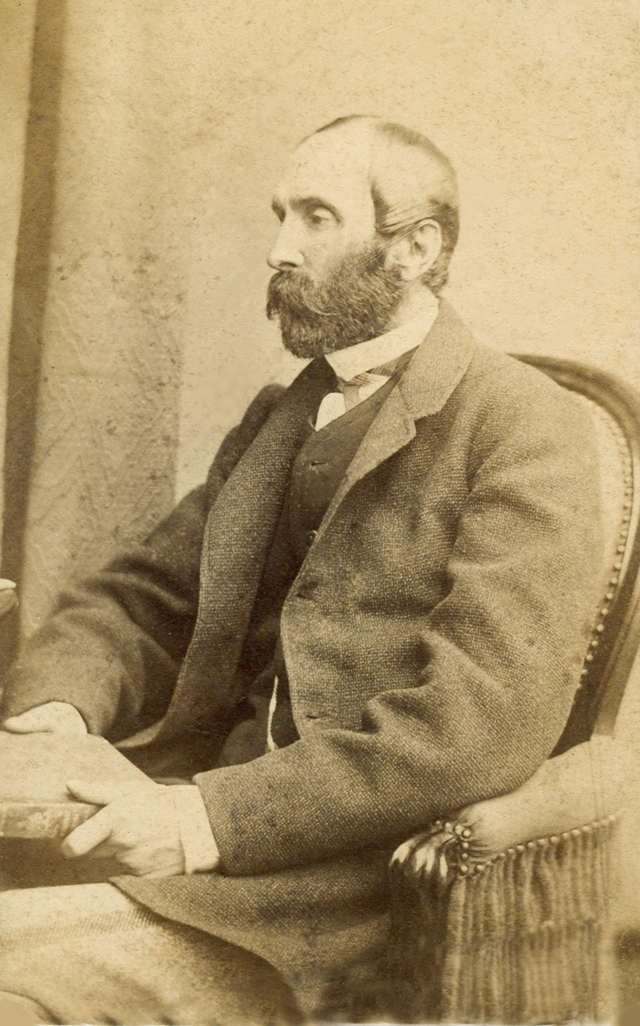
Karol Moszczański

Karol Moszczański (ur. 26 stycznia 1817 w Podwołoczyskach, zm. 4 września 1869 we Lwowie) – polski lekarz chirurg i balneolog, działacz polityczny i spiskowy, lekarz zdrojowy uzdrowiska Iwonicz w latach 1852-1867.

## Życiorys
Był synem Antoniego, poborcy celnego w Sieniawie i Franciszki z domu Kowatsch, z pochodzenia Węgierki. Pierwsze nauki pobierał w swoim domu (jednym z uczniów był też Florian Ziemiałkowski - rówieśnik i kolega Karola, o czym wspomina on w swoim pamiętniku), następnie w szkole w Zbarażu. Po przeprowadzce rodziców do Przemyśla został słuchaczem filozofii w tamtejszym liceum. Posiadał wszechstronne zainteresowania ale w sposób szczególny objawiał zamiłowanie do historii i literatury polskiej, którą propagował wśród kolegów. Już jako uczeń liceum szerzył idee spiskowe i niepodległościowe wśród młodzieży akademickiej organizując zebrania konspiracyjne we własnym domu. W 1836 został przyjęty do przemyskiej Rady Obwodowej Stowarzyszenia Ludu Polskiego i skierowany do Komitetu Wojskowego tego stowarzyszenia.
W 1836 rozpoczął studia w Instytucie Medyko-Chirurgicznym we Lwowie. We wrześniu 1837 Stowarzyszenie Ludu Polskiego przekształciło się w tajną organizację spiskową tzw. Młodą Sarmację w ramach której powstał podlegający jej związek Synów Ojczyzny. Moszczański został wybrany wójtem tego związku. Przeciwstawił się połączeniu radykalnego Związku Wojskowego z Synami Ojczyzny i planom zbrojnego zajęcia Lwowa. Dzięki niemu powyższy zamiar nie został zrealizowany i uniknięto rozlewu krwi.
W 1838 udał się na studia medyczne do Wiednia, gdzie stworzył filię Synów Ojczyzny. Propagował tam idee i statut związku rozszerzając jego wpływy wśród polskiej młodzieży akademickiej Wiednia. Nawiązał kontakty z Czechami a nawet ze słowackim działaczem narodowym J.Hurbanem w Bratysławie. Jednocześnie zwalczał stanowczo rosyjski panslawizm zakładający powstanie Wielkiego Związku Wszechsłowiańskiego na czele z carem sprawującym władzę absolutną. Po serii aresztowań lwowskich konspiratorów tajna działalność Moszczańskiego została wykryta przez policję. 17 września 1841 został on osadzony w areszcie, a 8 stycznia 1845, po trzyipółletnim pobycie w więzieniu skazany na karę śmierci. Z pamiętników Henryka Bogdańskiego wiadomo, iż w 1844 Moszczański odbywał karę w lwowskim pobrygidzkim szpitalu więziennym w celi nr 4. Wkrótce złagodzono mu karę na kilkuletnie więzienie a następnie uwolniono zezwalając na kontynuację studiów.
W 1846 Moszczański został ponownie aresztowany na Węgrzech z powodu podróżowania bez paszportu i osadzony w wiedeńskim więzieniu na okres ośmiu miesięcy. Po oswobodzeniu ukończył naukę przewidzianą w programie studiów jednak nie pozwolono mu złożyć końcowego egzaminu. 
Brał czynny udział w wydarzeniach rewolucji wiedeńskiej Wiosny Ludów. Pod koniec 1848 został oskarżony o pomoc w ucieczce z Wiednia rannego i przebranego za woźnicę generała Józefa Bema do Bratysławy i uwięziony po raz trzeci.
Po dwumiesięcznym pobycie w więzieniu udało mu się wyjechać do Krakowa. Tam, na Uniwersytecie Jagiellońskim, obronił pracę zatytułowaną „De pneumonia” i 27 lipca 1849 uzyskał stopień doktora medycyny i chirurgii.
Na początku swojej działalności lekarskiej praktykował w Przemyślu, następnie w Krośnie oraz kilka lat w Sanoku (1859-1862). W 1862 wyjechał do Lwowa. W międzyczasie, w 1852 objął stanowisko stałego lekarza zdrojowego w Iwoniczu pokładając duże zasługi w rozwoju tego uzdrowiska i stając się jednym z jego głównych twórców. Wprowadził wiele nowatorskich rozwiązań. Jako pierwszy skutecznie wykorzystał do inhalacji ulatniające się z wód gazy. Założył osobne inhalatorium. Uporządkował zdrój i wody lecznicze. Zlecał i nadzorował analizy wód określające ich właściwości fizyko-chemiczne i lecznicze. Ustalał wskazania i przeciwwskazania do leczenia pacjentów poszczególnymi wodami. Prowadził pionierskie obserwacje meteorologiczne badając wpływ pogody na zdrowie kuracjuszy. Dzięki swojej wielkiej aktywności wykonał ogromną pracę przyczyniając się do rozwoju uzdrowiska i postępu lecznictwa balneologicznego w Iwoniczu. Pisał cykliczne opracowania mające charakter sprawozdań o stanie i rozwoju uzdrowiska, o urządzeniach kąpielowych i wprowadzonych innowacjach. Publikował broszury naukowe zawierające statystyki osób wyleczonych i opisy leczonych schorzeń. Stanowiły one ważne źródło informacji dla lekarzy i pacjentów oraz były istotną reklamą dla Iwonicza. Zapoczątkował wydawane drukiem w Krakowie opracowania zatytułowane „Wody iwonickie. Sprawozdanie z roku ...”. Pisał artykuły do „Rocznika Paryskiego Towarzystwa Lekarzy Polskich”. Był członkiem Galicyjskiego Towarzystwa Gospodarczego oraz Towarzystwa Lekarzy Galicyjskich.
Zimą 1868/1869 zachorował. Latem kurował się w Iwoniczu, lecz wkrótce powrócił do Lwowa, gdzie 4 września 1869 zmarł na gruźlicę gruczołów kreskowych i opon mózgowych. Został pochowany na Cmentarzu Łyczakowskim.